# Kohaku Shida
Kohaku Shida (志田こはく Shida Kohaku?) (Soka, Japón; 25 de mayo de 2004) es una actriz y gravure ídol japonesa que está afiliada a A-plus. Su hermana Nene Shida es una tarento.

## Biografía
Desde el quinto grado de la escuela primaria hasta el segundo grado de la escuela secundaria, estuvo entrenando seriamente en el patinaje artístico, pero lo dejó porque estaba lesionada. En ese momento, su hermana Nene Shida ya estaba activa en el mundo del entretenimiento, por lo que pensó "Yo también quiero intentarlo" y comenzó a apuntar dicho rubro.
En el 2020, participó en Miss Teen Japan. El resultado fue la pérdida del torneo de Kanto, pero la aparición en el lugar llamó la atención de la oficina actual y entró en el mundo del entretenimiento.
En el 2021, fue seleccionado como finalista de Miss Seventeen 2021.
En el 2022, hizo su primera aparición como Haruka Kito la guerrera Oni Sister en la serie # 46 Super Sentai Avataro Sentai Donbrothers. En "Weekly Playboy No. 14" lanzado el 19 de marzo, decoró la primera portada y mostró su primer traje de baño como su primer gravure ídol.

## Trabajos

### Drama Televisivo
- Avataro Sentai Donbrothers (6 de marzo de 2022, TV Asahi): Heroine Haruka Kito / Oni Sister[6][7]

### Escenario
- Rokubanme no Sayoko (7 al 16 de enero de 2022, Nuevo Teatro Nacional, Teatro Pequeño): Maya Nishino[9][10]

## Libros

### Libro de fotos digitales
- Onikawa! 17 years old. (19 de marzo de 2022, Shueisha)